# Wadym Darenko
Wadym Wsewołodowycz Darenko, ukr. Вадим Всеволодович Даренко, ros. Вадим Всеволодович Даренко, Wadim Wsiewołodowicz Darienko (ur. 16 października 1949, Ukraińska SRR) – ukraiński trener piłkarski.

## Kariera trenerska
Karierę szkoleniowca rozpoczął w 1975. Najpierw szkolił dzieci w Szkole Sportowej w Kirowohradzie, a potem awansował na stanowisko wicedyrektora szkoły. W latach 1984–1987 pomagał trenować klub Zirka Kirowohrad. Następnie powrócił do kierowania Szkołą Sportową jako dyrektor. W 1997 pomagał trenować juniorską reprezentację Ukrainy U-16. Latem 1998 wyjechał do Libii, gdzie pomagał Ołeksandrowi Łysenku trenować przez sezon klub Al-Ittihad Trypolis. W latach 2000–2004 pracował w Państwowej Akademii Lotniczej Ukrainy w Kirowohradzie, gdzie prowadził studencką drużyną piłkarską Ikar-Makbo Kirowohrad. W sierpniu 2004 został mianowany na stanowisko głównego trenera Zirki Kirowohrad, którą kierował do końca 2004 roku. Potem został zaproszony do sztabu szkoleniowego Metałurha Zaporoże, w którym prowadził drużynę rezerw oraz drugą drużynę klubu. Od 2010 do 2012 pracował jako wicedyrektor Szkoły Sportowej Metałurh Zaporoże. W 2012 powrócił do Kirowohrada, gdzie stał na czele Akademii Zirka Kirowohrad. 15 stycznia 2015 ponownie dołączył do sztabu szkoleniowego Zirki Kirowohrad

## Sukcesy i odznaczenia

### Sukcesy indywidualne
- najlepszy trener obwodu kirowohradzkiego: 2000, 2001.

### Odznaczenia
- Honorowy Pracownik Kultury Fizycznej i Sportu Ukrainy: 2008